# Божидар Николић (сликар)
Божидар - Божо Николић (Бања Лука, 8. фебруара 1904 − Бања Лука, 2. септембар 1958) био је српски и југословенски сликар. Један је од најзнаменитијих сликара Бања Луке и Босанске Крајине. Дугогодишњи директор Музеја Босанске Крајине. Његов опус чине уља, акварели, темпере и цртежи оловком. Инспирацију је тражио у свом окружењу, па су најчешћи мотиви његових дјела људи, мртве природе и пејзажи. Иако је његов умјетнички развој прошао кроз више фаза, он остаје на граници између реализма и импресионизма.

## Биографија
Његов отац Петар био је трговац ситном робом, а мајке Мара била је домаћица. Захваљујући радњи свога оца, Божо се сусреће са разним друштвеним сталежима и на тај начин гради свој "крајишки" карактер, који ће касније итекако доћи до изражаја на његовим сликарским платнима. Још током основног и средњошколског образовања Николић је испољавао свој таленат и склоност ка сликарству. Таленат је први примјетио наставник цртања у Бањалучкој гимназији Перо Поповић, који му је открио прве тајне сликарства. Поповић је редовно посјећивао дом Николића и пратио уметнички развој младог Божидара. Иако су се његови родитељи надали да ће постати официр, Божидар уписује Умјетничку школу у Београду, гдје наилази на гостопримство професора Момчила Живановића. У Умјетничкој школи проширио је и допунио стечена сликарска умијећа, знања усваја од великих имена српског сликарства, као што су Бета Вукановић и Милан Миловановић. Божидар се полако привикава на велики град гдје стиче бројне пријатеље. Дух српске престонице потпуно га очарава. Умјетничку школу завршава 1929. а те године има и прву самосталну изложбу у Београду.
Након завршетка школовања, радио је као наставник цртању у Бихаћу (1929). Годину дана касније, вратио се у Бања Луку гдје се запослио као наставник цртања у Реалној гимназији. И поред обавеза у гимназији Николић наставља да слика и да своја дјела приказује на изложбама. У том добу настају његова дјела "Портрет мајке", "Мој син" и "Ентеријер", "На Врбасу" и "Са Врбаса". У овом периоду упознаје своју будућу супругу Веселинку Билбија са којом је добио двоје дјеце ћерку (1931) и сина (1934).
Други свјетски рат нагло ће успорити његов умјетнички рад и развој. Усташе породицу Николић депортују у логор у Цапрагу, а послије тога одлази у Пожаревац, у Србију. Према неким подацима у логору су му усташки официри нудили да уколико прихвати римокатоличанство може слободно да се врати у Бања Луку. Ову понуду је Николић одбио. У Пожаревачкој гимназији предаје цртање и сликање. Ратне дане проводи у великој оскудици и неимаштини, живјећи у скромном стану на периферији града. Због недостатка сликарског материјала, којег је тада било скоро немогуће наћи, највише је цртао и радио аквареле. Неки радови из тог периода, "Пожаревачка црква", "Пожаревачки парк" и "Избјегличка соба у Пожаревцу".
Послије рата вратио се у Бања Луку на позив Министарства просвјете Народне Републике Босне и Херцеговине. Постављен је за директора Државног етнографског музеја Босанске Крајине. Од 1951. до 1953. године радио је као професор Више педагошке школе и био је активан са младим ликовним ствараоцима. Одшколовао је и познату "Четворицу" (Алојз Ћурић, Бекир Мисирлић, Душан Симић и Енвер Штаљо). Потом је поново био запослен у Музеју као рестауратор. Поводом прославе 30. годишњице рада 1954. године Николић је од града Бања Луке добио атеље на другом спрату Дома културе, гдје је створио нека од својих најбољих дјела и гдје је сликао све до смрти.
Унио је новине у бањалучком сликарству. Био је под великим утицајем грађанског портретног сликарства, посебно Шпире Боцарића. Користио је теме из свог непосредног окружења, као што су то радили импресионисти.  Прву самосталну изложбу у новој Југославији, на којој су представљене 52 слике, приредио је 1945. године. Посебан фокус у послијератном периоду стављен је на радове који се односе на НОР, као и на радове на којима се налазе стари градови Босне и Херцеговине. За свој вишегодишњи сликарски рад Божидар Николић добија 22. априла 1957. награду Фонда "Веселин Маслеша".  Имао је 16 самосталних изложби у Бањој Луци, око 20 групних изложби, прије и послије рата, а посебно се истичу изложбе у друштву ликовних умјетника БиХ и тадашњем Удружењу ликовних умјетника Југославије.
Николић је умро 2. септембра 1958. године послије кратке и тешке болести. Сахрањен је на гробљу "Свети Пантелија" у Бањој Луци. Нека од његових дјела налазе се у Музеју Републике Српске и Музеју савремене умјетности у Бањој Луци, Музеју историје Југославије и згради Уједињених нација у Њу Јорку.